# Carcelia lucorum
Carcelia lucorum là một loài ruồi trong họ Tachinidae.